# قلعه ایرافشان
قلعه ایرافشان مربوط به دوران‌های تاریخی پس از اسلام تا دوره قاجار است و در شهرستان سرباز، بخش سرباز، روستای ایرافشان واقع شده و این اثر در تاریخ ۷ آذر ۱۳۸۳ با شمارهٔ ثبت ۱۱۲۴۰ به‌عنوان یکی از آثار ملی ایران به ثبت رسیده است.